# Młodzi gniewni (organizacja)
Młodzi gniewni – zwyczajowa, stosowana od lat 50. XX wieku, nazwa organizacji zrzeszających młode osoby działające na przekór utartym zasadom, będąca manifestem pokolenia.

## Przykłady
- Młodzi gniewni (ang. angry young men) – angielska grupa pisarzy debiutujących w 1956 roku, luźno związanych lewicowo-liberalnymi ideałami, prezentujących postawę buntu wobec skostniałych form mieszczańskiej obyczajowości i stabilizacji społecznych oraz nadzieje na ożywienie życia kulturalnego i intelektualnego. Nazwę utrwaliła recenzja K. Tynana ze sztuki J. Osborne’a "Miłość i gniew" – oryg. "Look Back in Anger" (premiera: 1956, w Polsce: 1957), uznanej za wypowiedź pokolenia. Poza Osborne’em i Tynanem do grupy byli zaliczani m.in.: K. Amis, P. Larkin, J. Braine, Sh. Delaney, J. Wain, A. Wesker, C. Wilson. Wkrótce jednak twórczość tych pisarzy uległa wyraźnemu zróżnicowaniu, niektórzy dołączyli do koła poetyckiego opisanego przez J.D. Scotta w 1954 na łamach Spectator jako The Movement.
- Młodzi Gniewni (chiń. 憤青 – Fènqīng) – chińska organizacja młodzieżowa od roku 1970 opisywana jako FQ (憤怒青年 – Fennu Qingnian; w tłumaczeniu: Młodzi Gniewni lub Gniewna Młodzież) znana ze swych silnych dążeń nacjonalistycznych i publicznej postawy niezadowolenia z polityki otwarcia i postępującej westernizacji ("uzachodnienia") społeczeństwa chińskiego. Występuje też przeciwko Japonii, Tajwanowi i USA, a także różnym formom autonomii lub częściowego samorządu w prowincjach zamieszkanych przez ludność niechińskojęzyczną, jak Mongolia Wewnętrzna, Tybet i Sinciang.
- Młodzi Gniewni – polska organizacja studencka założona i kierowana przez Daniela Krajewskiego, studenta Wydziału Prawa i Administracji UAM w Poznaniu. Zrzesza głównie studentów i absolwentów prawa, ekonomii i medycyny. Za cel stawia sobie reformowanie przestarzałych i skostniałych struktur korporacji prawnicznych występujących w Polsce. Ich najbardziej znaną akcją była walka o reformę zawodów prawniczych, wspólnie ze Stowarzyszeniem Fair-Play i Parlamentem Studentów RP, zakończona sukcesem w 2005 roku, polegającym na wprowadzeniu zmian do ustawy o korporacjach prawnicznych, zmuszających je do reformy zasad przyjmowania do zawodu radcy prawnego, adwokata i notariusza.